# 愛の狩人 (アルバム)
『愛の狩人』（あいのかりうど）は、1976年（昭和51年）に発売された日本のスタジオ・アルバムである。「平田満＋シャネル・ファイブ」名義で発表された平田満のソロデビュー後ファーストアルバム、シャネル・ファイブのサード・アルバムである。

## 概要・略歴
1971年（昭和46年）7月、キングレコードから「原みつるとシャネル・ファイブ」としてシングル「稚内ブルース」でデビュー、1976年（昭和51年）2月5日、同バンドのリードヴォーカル原みつるが、作詞・作曲時に使用した「平田満」名義でシングル「愛の狩人」でソロデビューしたのち、同年にリリースしたアルバムである。全曲の編曲を平田のシングル「愛の狩人」の編曲者土持城夫がおこなった。
収録曲は、平田のデビューシングル「愛の狩人」の別テイク、同シングルB面曲「札幌 - 長崎おんな達」、平田のセカンドシングル「東村山音頭」、同シングルB面曲「ビューティフル・サンデー」、原みつるとシャネル・ファイブ時代の4thシングル「ハッキリ小唄」、同シングルB面曲「すすきの情話」のほかは、春日八郎の「山の吊橋」（1959年）、三橋美智也の「達者でナ」（1960年）、城卓矢が菊地正夫名義で発表した「あほかい節」（1964年、原題「アホカイ節」）、水森英夫が三音たかお名義で発表した「たった二年と二ヶ月で」（1971年）といった過去の曲や、1976年のヒットナンバーである木の実ナナの「おまえさん」、ダウン・タウン・ブギウギ・バンドの「裏切り者の旅」（原題「裏切者の旅」）を土持のアレンジ、シャネル・ファイブの演奏、平田の歌唱でカヴァーし、収録した。
シャネル・ファイブのメンバーとしてクレジットされたのは、梅村良一、河村義明、新田憲幸、木村悦男、吉田豊、阿部辰也の6名で、木村・吉田・阿部は新メンバーであり、「原みつるとシャネル・ファイブ」としての結成時のオリジナルメンバーである藤沢礼明、中上修は参加していない。
ジャケットのデザインは平田のセカンドシングル『東村山音頭』同様、茂木博治が描いたメンバーの似顔絵によるイラストである。
本アルバム以降の平田、シャネル・ファイブのアルバムはいずれもリリースされなかった。本アルバムはCD化されていない。

## 収録曲
| 1. 愛の狩人 - オリジナル（平田満デビューシングルと別テイク） - 作詞本野丈弾、作曲金野孝、編曲土持城夫 2. 札幌 - 長崎おんな達 - オリジナル（平田満デビューシングルB面と別テイク） - 作詞本野丈弾、作曲金野孝、編曲土持城夫 3. たった二年と二ヶ月で - 三音たかお （1971年） - 作詞阿久悠、作曲水森英夫、編曲土持城夫 4. ビューティフル・サンデー - オリジナル（平田満セカンドシングルB面） - 訳詞松本隆、作詞ダニエル・ブーン、作曲ロッド・マックイーン、編曲土持城夫 5. おまえさん - 木の実ナナ （1976年） - 作詞阿久悠、作曲丹羽応樹、編曲土持城夫 6. 東村山音頭 - オリジナル（平田満セカンドシングルA面） - 作詞土屋忠司、作曲細川潤一、編曲土持城夫 | 1. 達者でナ - 三橋美智也 （1960年） - 作詞横井弘、作曲中野忠晴、編曲土持城夫 2. 山の吊橋 - 春日八郎 （1959年） - 作詞横井弘、作曲吉田矢健治、編曲土持城夫 3. ハッキリ小唄 - オリジナル （原みつるとシャネル・ファイブフォースシングルと別テイク） - 作詞・作曲平田満、補詞森山としはる、編曲土持城夫 4. 裏切り者の旅 - ダウン・タウン・ブギウギ・バンド （1976年） - 作詞阿木燿子、作曲宇崎竜童、編曲土持城夫 5. あほかい節 - 菊地正夫 （1964年） - 作詞十二村哲、作曲文れいじ、編曲土持城夫 6. すすきの情話 - オリジナル （原みつるとシャネル・ファイブフォースシングルB面と別テイク） - 作詞森山としはる、作曲平田満、編曲土持城夫 |

## 関連事項
- 1976年の音楽

## 註
1. 1 2 3 4 5  本アルバム『愛の狩人』（1976年、キングレコード）のジャケットの記述を参照。
2. ↑  原みつるとシャネル・ファイブのデビューシングル「稚内ブルース」（1971年発売、キングレコード）のジャケットの記述を参照。